# Zeilen op de Olympische Zomerspelen 1912

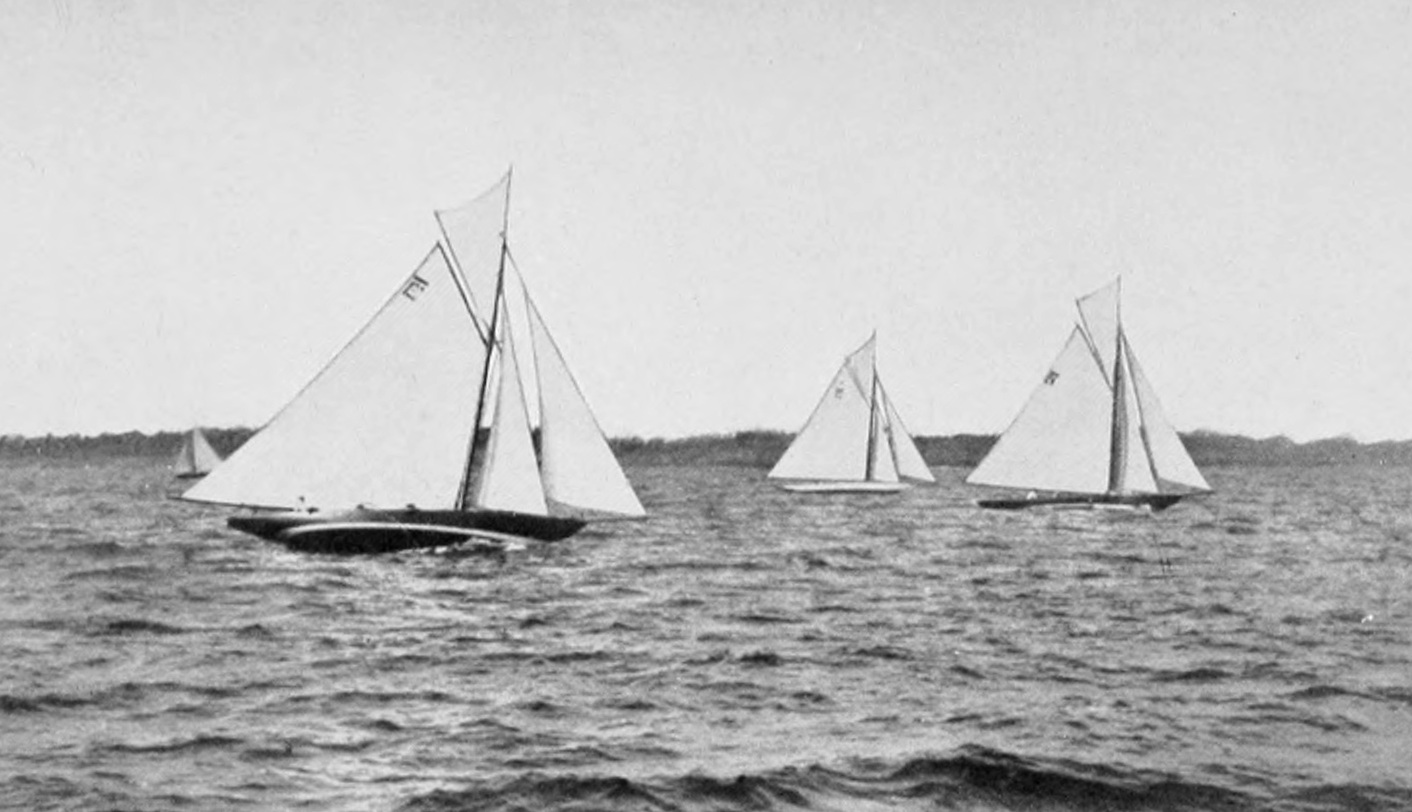
de 8m klasse tijdens de Olympische Zomerspelen 1912

Zeilen is een van de sporten die beoefend werden tijdens de Olympische Zomerspelen 1912 in Stockholm. De zeilwedstrijden werden gehouden voor de kust bij Nynäshamn.
Er stonden in vier klassen op het programma, de 6m, 8m, 10m en 12m klasse. Aan de zeilwedstrijden deden alleen mannen mee.
Zowel Nederland als België namen niet deel bij het olympisch zeilen.

## Uitslagen

### 6m klasse
| rang   | sporter                                               | land       |
| ------ | ----------------------------------------------------- | ---------- |
| Goud   | Amédée Thubé Gaston Thubé Jacques Thubé               | Frankrijk  |
| Zilver | Steen Herschend Hans Meulengracht-Madsen Sven Thomsen | Denemarken |
| Brons  | Otto Aust Eric Sandberg Harald Sandberg               | Zweden     |

### 8m klasse
| rang   | sporter                                                                    | land      |
| ------ | -------------------------------------------------------------------------- | --------- |
| Goud   | Thomas Aas Andreas Brecke Torleiv Corneliussen Thoralf Glad Christian Jebe | Noorwegen |
| Zilver | Emil Henriques Bengt Heyman Alvar Thiel Herbert Westermark Nils Westermark | Zweden    |
| Brons  | Arthur Ahnger Erik Lindh Bertil Tallberg Gunnar Tallberg Georg Westling    | Finland   |

### 10m klasse
| rang   | sporter | land    |
| ------ | --- | ------- |
| Goud   | Filip Ericsson Carl Hellström Paul Isberg Humbert Lundén Herman Nyberg Harry Rosenswärd Erik Wallerius Harald Wallin | Zweden  |
| Zilver | Waldemar Björkstén Jacob Björnström Bror Brenner Allan Franck Emil Lindh Adolf Pekkalainen Harry Wahl                | Finland |
| Brons  | Esper Beloselsky Ernest Brasche Karl Lindblom Nikolai Puschnitsky Aleksandr Rodionov Iosif Schomaker Philip Strauch  | Rusland |

### 12m klasse
| rang   | sporter | land      |
| ------ | --- | --------- |
| Goud   | Johan Anker Nils Bertelsen Eilert Falch-Lund Halfdan Hansen Arnfinn Heje Magnus Konow Alfred Larsen Petter Larsen Christian Staib Carl Thaulow | Noorwegen |
| Zilver | Per Bergman Dick Bergström Kurt Bergström Hugo Clason Folke Johnson Sigurd Kander Nils Lamby Erik Lindqvist Nils Persson Richard Sällström     | Zweden    |
| Brons  | Max Alfthan Erik Hartvall Jarl Hulldén Sigurd Juslén Ernst Krogius Eino Sandelin Johan Silén                                                   | Finland   |

## Medaillespiegel
| rang   | land       | goud | zilver | brons | total |
| ------ | ---------- | ---- | ------ | ----- | ----- |
| 1      | Noorwegen  | 2    | 0      | 0     | 2     |
| 2      | Zweden     | 1    | 2      | 1     | 4     |
| 3      | Frankrijk  | 1    | 0      | 0     | 1     |
| 4      | Finland    | 0    | 1      | 2     | 3     |
| 5      | Denemarken | 0    | 1      | 0     | 1     |
| 6      | Rusland    | 0    | 0      | 1     | 1     |
| totaal | totaal     | 4    | 4      | 4     | 12    |

Athene 1896 · 
Parijs 1900 · 
St. Louis 1904 · 
Londen 1908 · 
Stockholm 1912 · 
Antwerpen 1920 · 
Parijs 1924 · 
Amsterdam 1928 · 
Los Angeles 1932 · 
Berlijn 1936 · 
Londen 1948 · 
Helsinki 1952 · 
Melbourne 1956 · 
Rome 1960 · 
Tokio 1964 · 
Mexico-stad 1968 · 
München 1972 · 
Montréal 1976 · 
Moskou 1980 · 
Los Angeles 1984 · 
Seoel 1988 · 
Barcelona 1992 · 
Atlanta 1996 · 
Sydney 2000 · 
Athene 2004 · 
Peking 2008 · 
Londen 2012 · 
Rio de Janeiro 2016 · 
Tokio 2020 · 
Parijs 2024 · 
Los Angeles 2028

Medaillewinnaars
Atletiek · Honkbal (demonstratie) · Kunstwedstrijden · Moderne vijfkamp · Paardensport · Roeien · Schermen · Schietsport · Schoonspringen · Tennis · Touwtrekken · Turnen · Voetbal · Waterpolo · Wielersport · Worstelen · Zeilen · Zwemmen